# La Rencontre (roman d'Allan W. Eckert)
 (juillet 2010).
Si vous disposez d'ouvrages ou d'articles de référence ou si vous connaissez des sites web de qualité traitant du thème abordé ici, merci de compléter l'article en donnant les références utiles à sa vérifiabilité et en les liant à la section « Notes et références ».
Pour les articles homonymes, voir La Rencontre.
La Rencontre (titre original : Incident at Hawk's Hill) est la réédition de La Colline du faucon, traduction d'un roman, animalier, pour enfants, réputé tiré d'une histoire vraie, écrit par Allan W. Eckert (1931-2011), et paru en 1971.

## Résumé
Par un jour orageux de 1870, Ben MacDonald, un petit garçon un peu sauvage, se perd dans la prairie américaine où ses parents ont installé leur ferme. Surpris par la tempête, Ben se glisse dans un terrier où vit une Mère Blaireau qui le nourrit. De la rencontre de ces deux êtres solitaires naît une extraordinaire aventure.

## Source
Un incident de ce genre aurait été rapporté en 1873, selon une publication de la Société historique du Manitoba en 1960. L'auteur a beaucoup apporté à l'histoire.

## Personnages
Les personnages principaux : 
- Benjamin MacDonald : Le héros de l'histoire. Il se retrouve seul en compagnie de Dame Blaireau.
- Dame Blaireau : Elle est en compagnie de Ben MacDonald et vit dans un terrier

Les personnages secondaires 
- William MacDonald :Le père de Ben. C'est lui qui se met à chercher Ben  en compagnie de John.
- Esther MacDonald : La mère de Ben
- John Macdonald : frère de Ben : c'est lui qui retrouve Ben
- Beth Macdonald : sœur de Ben
- Coral Macdonald : sœur de Ben
- Georges Burton : Le voisin des MacDonald (chasseur expérimenté sans pitié) : C'est lui qui a causé l'affront entre les MacDonald et les Burton.
- Lobo : chien gris-jaune de Burton

## Réception
L'auteur est connu pour ses nombreux récits mettant en scène la vie sauvage, et certains sont nommés pour le Prix Pulitzer. Ce roman a eu un bon succès en littérature jeunesse. Il semble apprécié par les enseignants français. La lecture en est recommandée pour le cycle 3 dans le système éducatif public français, (encore) en 2018.
Parmi les récompenses :
- Finaliste pour la Médaille Newbery 1972 ;
- ALA Notable lists (en) en livre pour les enfants ;
- Sélection du Reader's Digest en condensé dans sa série  Reader's Digest Condensed Books (en) (1974, volume 97).

Parmi les critiques :
La revue littéraire américaine Kirkus Reviews estime que c'est un roman (trop) à l'ancienne.
En 1975, The Walt Disney Company produit une adaptation pour la télévision, The Boy Who Talked to Badgers, avec ventes aux écoles.